# Пандрол-350

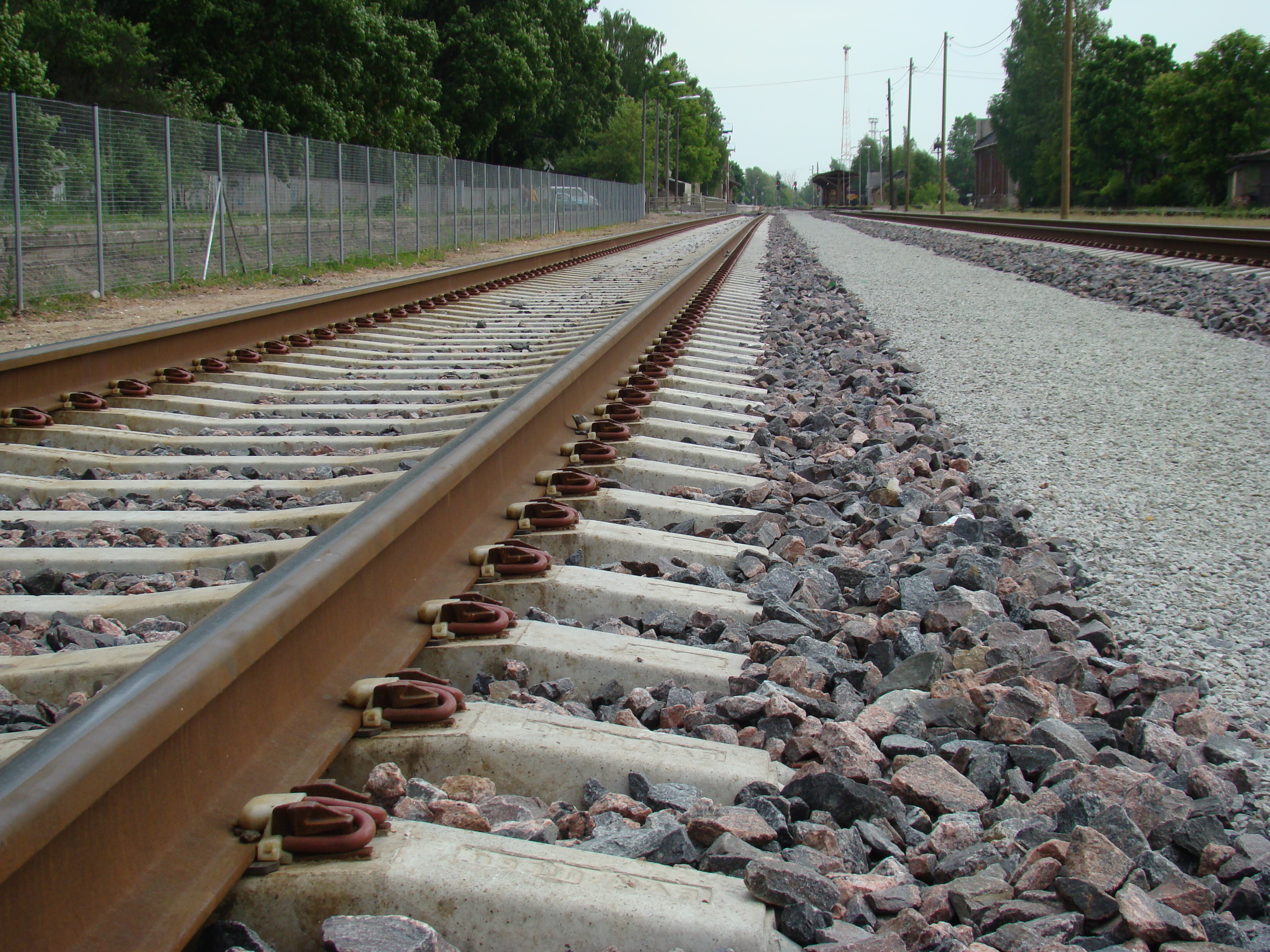

Пандрол-350 — анкерне рейкове скріплення для високошвидкісного руху на залізницях.

## Передумови появи
Пандрол-350 (локалізована версія скріплення PANDROL FASTCLIP), розроблено у відповідь на зростаючу потребу в скороченні термінів і підвищенні ефективності колієукладальних робіт, збільшення швидкостей руху (оптимальна швидкість рухомого складу пасажирських поїздів 350 км/год), а також зниження витрат з утримання шляху. Скріплення Пандрол — 350 поставляються попередньо зібраними на шпалах (у положенні «паркування»). Після укладання шпал, і установки рейок, скріплення простим натисканням на клему приводиться в робочий стан.
На скріпленні Пандрол був встановлений світовий рекорд швидкості для потягів на електричній тязі. Він був встановлений на поїзді TGV 3 квітня 2007 року між Парижем і Страсбургом і склав 574,8 км/год.

## Компоненти скріплення
- Клема і притискний ізолятор знижують напругу на контакті з рейкою і підвищують електричний опір. Номінальне притисне зусилля ізолятора становить 2500 — 12500 Н.

- Боковий опорний ізолятор забезпечує постійну ширину колії, чудову електричну ізоляцію, а також високі жорсткість і надійність.

- Анкер виготовляється з високоміцного чавуну з кулястим графітом і забезпечує однаковий з попередньо напруженим бетоном модуль пружності, в результаті чого напруження рівномірно розподіляються по шпалам через анкер. Також це призводить до відсутності деформацій під навантаженням, внаслідок чого забезпечується стабільна ширина колії. Зусилля на виривання становить 130 кН.

- Пружна гумова прокладка, спеціально сконструйована для забезпечення оптимальної жорсткості, високого вібропоглинання і високого коефіцієнта тертя, захищає шпали та баласт від високих динамічних навантажень і пошкоджень, тим самим, продовжуючи їх життєвий цикл.

## Особливості скріплення
Повна попередня збірка
Всі компоненти поставляються із заводу залізобетонних шпал, попередньо зібраними на шпалах, що забезпечує значну економію трудових ресурсів, зменшуючи витрати з укладання колії, розрядці напруги і при заміні рейок. Також виключена втрата елементів скріплення при перевезенні та будівництві колії.
Електрична ізоляція
Анкер електрично ізольований від рейки бічним опорним ізолятором. Клема електрично ізольована від рейки ізолятором притискної частини.
Рейки різних типів
Скріплення дозволяє змінювати типорозмір рейки або ширину колії, просто використовуючи бічні ізолятори різної товщини. При заміні бокового ізолятора клема залишається на шпалі.
Тримальна здатність
Скріплення дозволяє створити номінальне притискне зусилля до 12500 Н на клему. Необхідне зусилля притиснення автоматично досягається, коли клема приводиться в робоче положення. Це виключає необхідність у додатку точного моменту затягування, як у скріпленні із різьбовими з'єднаннями.
Анкерне кріплення
Анкери замонолічуються в шпалу при її виготовленні та створюють надійну опору скріпленню, забезпечуючи стабільну ширину колії.
Безрізьбові з'єднання
Скріплення Пандрол — 350 не має різьбових компонентів, тож немає потреби у мастилі і підтягуванні, а також виключається можливість замерзання води в отворах шпали, що запобігає розколу шпали.
Взаємозамінність компонентів
Пандрол — 350 має відмінну ремонтопридатність. При заміні знімних елементів немає необхідності відкручувати будь-які болти або шурупи.
Встановлення в робоче положення
Шпали поставляються на місце збирання рейко-шпальної решітки з усіма компонентами в зборі, клема встановлена в положенні «паркування». Після укладання рейок, клема механічно перекладається з положення «паркування» в робочу позицію. Номінальне притискне зусилля створюється автоматично.
Розрядка напружень в рейкових плітях безстикової колії
При розрядці напружень всі деталі скріплення залишаються в зборі. Клема просто переводиться в положення «паркування» для звільнення рейки. При необхідності, можуть застосовуватися спеціальні ролики для розрядки напружень.
Механізована установка
Скріплення Пандрол — 350 ідеально пристосоване до механізованої установки. Залізничними компаніями та їх підрядниками модифіковані існуючі колієукладальні машини для установки даного типу рейкового скріплення. Механізми для переведення клем в робоче положення можуть встановлюватися безпосередньо на раму колієукладального поїзда (без необхідності залучення додаткового персоналу) або використовуватися автономно (з одним оператором).

## Переваги
Застосування анкера усуває необхідність регулярно підкручувати і змащувати болти і гайки. Щорічна економія тільки на мастилі сягає 50 тисяч рублів на кілометр шляху. У конструкції скріплення Пандрол — 350 менше деталей, на кожен кілометр шляху витрачається в середньому на 20 тонн менше металу порівняно з скріплення типу КБ, ЖБР, АРС. Знижує експлуатаційні витрати і дозволяє перейти повністю на механізовані технології поточного утримання колії. Скорочує витрати на поточне утримання колії в 5 разів у порівнянні з болтовим скріпленням і в 2,5 рази в порівнянні зі скріпленням АРС.